# Göricke

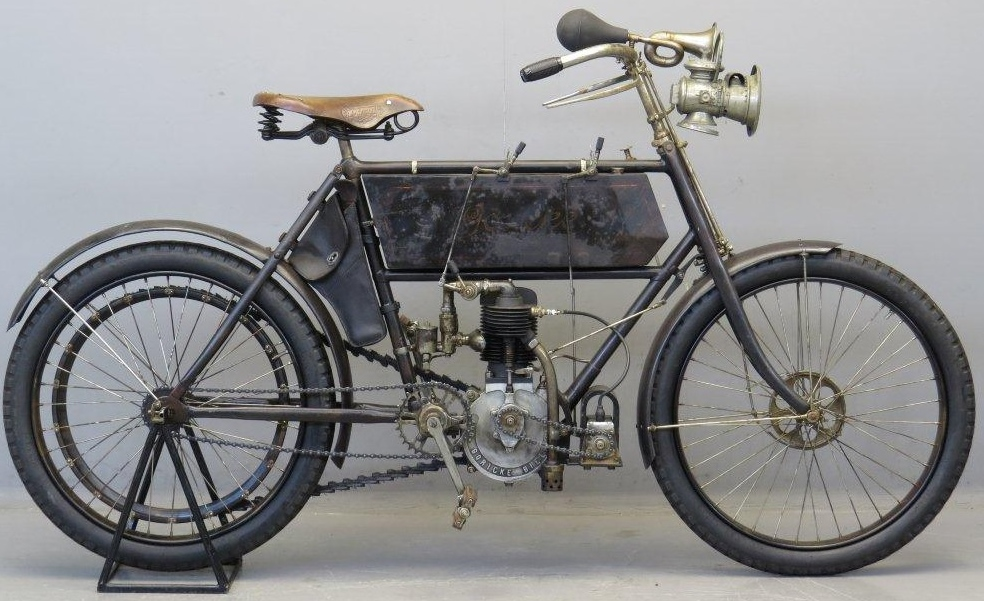
Göricke uit 1903

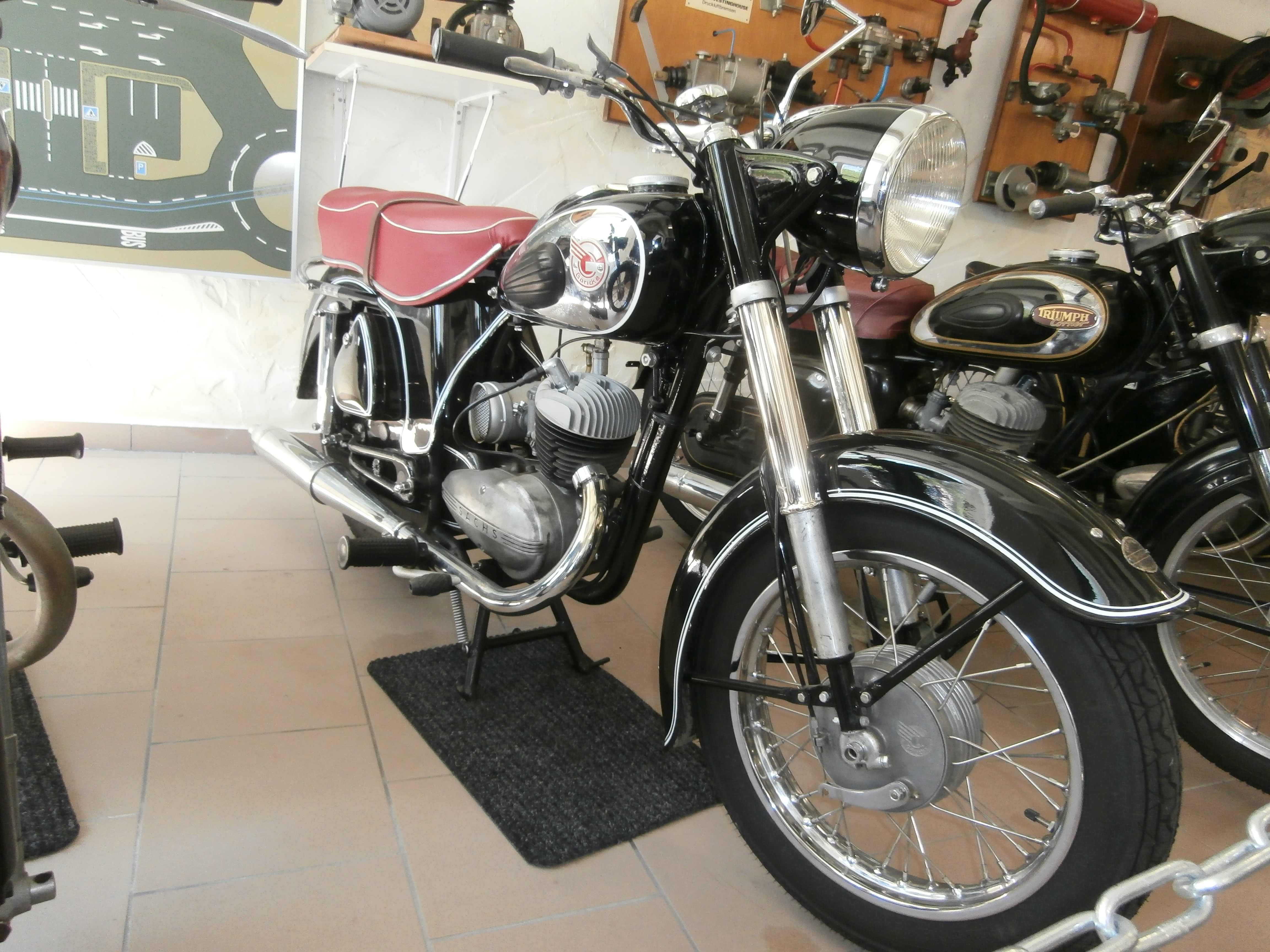
Göricke 175 SF uit 1954

Göricke is een Duits historisch merk van motorfietsen.
Fietsen werden al sinds 1895 geproduceerd. 
De bedrijfsnaam was: Görickewerke AG, later Görickewerke, Nippel & Co en Görickewerke (Panthergruppe), Bielefeld.
Deze fabriek van August Göricke was beroemd om zijn sportfietsen, maar produceerde al in 1903 haar eerste motorfietsen met eencilindermotoren en V-twins. De eerste modellen hadden eencilindermotoren die werden ingekocht bij Veuve (weduwe) Antoine Fils & Cie in Luik-Tilff. Ze waren ontwikkeld door de beroemde constructeur Paul Kelecom en leverbaar in 2½- en 3pk-versies. Hoelang deze productie duurde is niet bekend, maar zeker is dat ze enige tijd stillag. Pas aan het einde van de jaren twintig begon ze opnieuw. Nu kocht men 346- en 496cc-inbouwmotoren in bij MAG-, Blackburne- en Sturmey-Archer. Later volgden ook modellen met Villiers-blokken. In 1932 stopte Göricke weer met de productie van motorfietsen, maar na 1945 maakte men weer kleine motorfietsen van 98- tot 198 cc met Sachs- en ILO-motoren. Later ging het bedrijf zich concentreren op de productie van bromfietsen. Rond 1960 werd de productie definitief beëindigd.